# Marcel Bernard
Marcel Bernard (La Madeleine, 18 maggio 1914 – La Madeleine, 29 aprile 1994) è stato un tennista francese.

## Carriera
Nella sua carriera ha ottenuto i massimi risultati nel torneo dello Slam di casa, al Roland Garros.

A soli 18 anni, nel 1932, raggiunge la semifinale di questo torneo ma viene fermata la sua corsa da Henri Cochet futuro vincitore del torneo.

Nel doppio maschile si è invece fermato in finale assieme a Christian Boussus lasciando il titolo alla coppia formata da Henri Cochet e Jacques Brugnon

Nel 1935 vince il doppio misto agli Internazionali di Francia insieme a Lolette Payot battendo in 3 set Sylvie Jung Henrotin e André Martin-Legeay

L'anno dopo raggiunge di nuovo la semifinale nel singolare ma anche in questo caso viene sconfitto dal futuro vincitore, il tedesco Gottfried von Cramm.

Sempre agli Internazionali di Francia 1936 partecipa e vince il torneo di doppio maschile e quello per il doppio misto. Nel primo partecipa in coppia con Jean Borotra e riescono a vincere il torneo sconfiggendo in finale gli inglesi Charles Tuckey e Pat Hughes. Nel doppio misto partecipa assieme all'inglese Billie Yorke e sconfiggono in tre set Sylvie Jung Henrotin e Martin Legeay, già finalisti l'anno precedente.

Nel 1946, dopo la fine della Seconda guerra mondiale, partecipa e vince gli Internazionali di Francia sia in singolo che nel doppio maschile. Nel singolo sconfigge in 5 set Jaroslav Drobný mentre nel doppio partecipa assieme a Yvon Petra e sconfiggono in finale la coppia composta dall'argentino Enrique Morea e dall'ecuadoriano Pancho Segura.

La vittoria nel singolare maschile è stata per diversi anni l'ultima vittoria di un francese nel torneo di casa, solo nel 1983 un altro tennista francese (Yannick Noah) è riuscito a vincere il titolo.

In Coppa Davis ha giocato 42 partite rappresentando la sua nazione.

## Finali del Grande Slam

### Vinte (1)
| Anno | Torneo        | Avversario in finale | Risultato               |
| 1946 | Roland Garros | Jaroslav Drobný      | 3-6, 2-6, 6-1, 6-4, 6-3 |